# Genndy Tartakovsky
Gennadi Borisovitch Tartakovski (em russo: Геннадий Борисович Тартаковский; romaniz.: Gennadi Borisovitch Tartakovski; /ˈɡɛndi ˌtɑːrtəˈkɒfski/; nascido em Moscou, 17 de janeiro de 1970) é um animador, roteirista, produtor e diretor russo-americano vencedor de 5 prêmios Emmy. Seu trabalho tem fortes influências de quadrinhos norte-americanos, cultura pop, e anime. É mais conhecido por ser o criador de diversas séries de televisão animadas para os canais de televisão Cartoon Network e Adult Swim, que incluem O Laboratório de Dexter, Samurai Jack, Star Wars: Guerras Clônicas, Titã Simbiônico, Primal e Unicorn: Warriors Eternal.
Ao longo de sua carreira, Tartakovsky ganhou cinco prêmios Emmy, três Annie Awards, um World Animation Celebration, um Ottawa International Animation Festival Award, um Prêmio Winsor McCay, e outras indicações por seus trabalhos.
Pela Sony Pictures Animation ele dirigiu os primeiros três filmes e escreveu o quarto da franquia Hotel Transilvânia, e atualmente dirige dois filmes de animação pelo mesmo estúdio, Fixed e Black Knight. Adicionalmente ele foi o membro de uma equipe pivô das Meninas Super Poderosas, trabalhou na equipe de outras séries como 2 Stupid Dogs e a série animada de Batman.
Tartakovky é conhecido por seu estilo de animação único, incluindo ação em ritmo rápido e diálogos mínimos.

## Biografia
Genndy Tartakovsky nasceu em janeiro de 1970, em Moscou, URSS, com uma família de origem judaica. Seu pai trabalhava como dentista para altos governantes do país e sua mãe era assistente do diretor de uma escola. Se mudaram para os Estados Unidos quando ele tinha sete anos, pois seu pai queria proporcionar uma vida melhor para seus filhos. Antes de irem para os EUA, contudo, sua família chegou a ir antes para a Itália, onde viveram próximos a uma família alemã. Foi quando ele começou a desenhar, inspirado por uma filha de seus vizinhos. Tartakovsky disse, mais tarde, "Eu lembro, eu era péssimo nisso. Eu não conseguia nem desenhar um círculo."
Mais tarde, depois que sua família já havia se mudado para os Estados Unidos, ele foi muito influenciado pelas histórias em quadrinhos de lá. O primeiro gibi que ele comprou foi um dos Super Amigos no seu primeiro emprego, quando trabalhava pela 7-Eleven, uma grande rede de lojas de conveniências.

### Educação
Genndy começou a frequentar a escola Eugene Field, em Chicago, na terceira série. A escola foi difícil para ele, pois todos o viam como um forasteiro. Ele diz que nunca se enquadrou socialmente até o Ensino Médio. Quando ele tinha 16 anos, seu pai faleceu. Era um homem muito rígido e tradicionalista, mas o relacionamento de Genndy com seu pai lhe era muito especial. Após a morte de seu pai, Genndy e sua família se mudaram para um alojamento financiado pelo governo, e ele começou a trabalhar enquanto ainda freqüentava a escola. Genndy foi apresentado à televisão nesta época, que viria a ter forte impacto em sua carreira posterior.
Para satisfazer sua família ambiciosa, Genndy entrou em aulas de negociações comerciais, porque sempre quiseram que ele fosse um homem de negócios. Contudo, ele começou tarde, e portanto notou que não tinha chances neste caminho. Se matriculou em um curso de animação, o que o levou a estudar animação na Universidade de Columbia, em Chicago. Trabalhou arduamente, tentando construir o seu perfil como animador. Em 1991, ele fez sozinho um desenho animado de três minutos. Foi o começo de uma carreira geradora de muitos frutos, e a partir daí, sempre com uma caixa de sapatos cheia de cadernos, ele conseguiu ingressar no Instituto das Artes da Califórnia com seu amigo, Robert Renzetti.
A sua idéia d'O Laboratório de Dexter veio na faculdade, inspirado pelo desenho de uma bailarina. Ele fez, então, mais um curta no seu segundo ano da faculdade.

## Carreira
O começo da carreira de animador de Tartakovsky foi como intervalador para vários desenhos animados, como Batman e The Critic. Mais tarde, Tartakovsky trabalhou para a Hanna-Barbera, ilustrando o desenho animado Dois cachorros bobos.

### Trabalho na Hanna Barbera
Craig McCracken mostrou seu portifólio para a Hanna-Barbera e se tornou diretor de arte do desenho Dois cachorros bobos (2 Stupid Dogs, em inglês). Perguntaram-lhe se ele conhecia alguém mais, e ele respondeu, dizendo que Robert Renzetti e Genndy Tartakovsky seriam ideais para o trabalho. Foi a maior reviravolta na carreira de Tartakovsky. A Hanna-Barbera deixou Genndy Tartakovsky, Craig McCracken, Robert Renzetti, e Paul Rudish trabalharem em um trailer no estacionamento do estúdio, e, então, Genndy Tartakovsky começou a criação de seus maiores trabalhos.

## Maiores trabalhos
Tartakovsky é principalmente conhecido pela criação, desenho e direção do desenho animado O Laboratório de Dexter e Samurai Jack. O Laboratório de Dexter evoluiu a partir de um curta realizado quando ele ainda estudava no Instituto das Artes da Califórnia. Depois, ele ainda ajudou na produção do desenho The Powerpuff Girls (em português, As Meninas Superpoderosas) e dirigiu vários episódios, tendo sido diretor de animação do Filme de As Meninas Super poderosas. Todos os três projetos foram concorrentes da premiação Emmy Awards, com Samurai Jack tendo vencido na categoria "Programas que duram menos de uma hora" em 2004 (o mesmo ano em que ele venceria na categoria de uma hora ou mais com Star Wars: Guerras Clônicas).
Tartakovsky também é lembrado por roteirizar um episódio de A Vaca e o Frango, Cow's Pie (A Torta da Vaca), em que, a Vaca faz uma torta para o Frango, mas ele se recusa a comê-la, obrigando a Vaca a perseguir o Frango pelo episódio inteiro, até ele concordar em comer a torta (e no final, é revelado qual é o ingrediente secreto da torta).
Tartakovsky também criou ao lado de Craig McCracken, diretor de arte de 2 Stupid Dogs (2 Cachorros Bobos), e criador de The Powerpuff Girls (As Meninas Superpoderosas) e Foster's Home for Imaginary Friends (A Mansão Foster para Amigos Imaginários).
George Lucas gostou tanto de Samurai Jack que contratou Tartakovsky e o projeto resultante foi Star Wars: Guerras Clônicas, uma aplaudida série animada que demonstra os eventos ocorridos entre Star Wars Episódio II: Ataque dos Clones e Star Wars Episódio III: A Vingança dos Sith. A série venceu três premiações Emmy, duas por "Programas com uma hora ou mais" (em 2004 e 2005) e outro por "Empreendimentos individuais de animação". Tartakovsky não tem planos para projetos posteriores envolvendo Star Wars.
Em 2005, Tartakovsky se tornou presidente criativo do The Orphanage, um estúdio de animação montado pelos veteranos da Lucasfilm. A companhia espera um dia chegar ao nível da gigante da animação Pixar (que ironicamente já pertenceu a George Lucas, dono da Lucasfilm), e acredita que Tartakovsky pode chegar até lá. O primeiro trabalho deles será uma seqüência para o clássico de 1982, The Dark Crystal (em português, O Cristal Negro). Será dirigido por Tartakovsky e é chamado Power of the Dark Crystal (em português, O Poder do Cristal Negro), com data de lançamento prevista para 2008.
Em julho de 2012, ele assinou um contrato de longo prazo com a Sony para desenvolver e dirigir seus próprios projetos originais.  Em junho de 2012, a Sony anunciou que Tartakovsky estava programado para dirigir um filme animado por computador do Popeye .  Em 18 de setembro de 2014, Tartakovsky revelou um "teste de animação".  Em março de 2015, Tartakovsky anunciou que, apesar das filmagens de teste bem recebidas, ele não estava mais trabalhando no projeto. Ele passou a dirigir a história original Can You Imagine? , anunciado em 2014,  mas foi cancelado.
Recentemente, Tartakovsky dirigiu os longa-metragens de animação Hotel Transilvânia (2012) e Hotel Transilvânia 2 (2015)
Genndy ajudou na criação, direção e animação da série  Korgoth of Barbaria (ainda sem tradução em português) para o Cartoon Network, o Adult Swim.. Sem previsão para lançamento no Brasil. A série conta também com Aaron Springer, desenhista da série animada Bob Esponja.
Ele também expressou seu desejo por criar uma versão para os cinemas de Samurai Jack. Pela Marvel, Tartakovsky produziu uma HQ do herói Luke Cage.